# Sakuraia conchophylla
Sakuraia conchophylla är en bladmossart som först beskrevs av Card., och fick sitt nu gällande namn av Nog.. Sakuraia conchophylla ingår i släktet Sakuraia och familjen Entodontaceae. Inga underarter finns listade i Catalogue of Life.